# Mont Tendre
El Mont Tendre és una muntanya de la serralada del Jura, situada entre la vall de Joux i la conca del Llac Léman al cantó de Vaud. Amb una altitud de 1.679 metres, és el cim més alt de la part suïssa de les muntanyes del Jura i, per tant, el cim més alt de Suïssa fora dels Alps. També és la muntanya més aïllada del cantó. Es troba a la comunitat de Montricher.
Una carretera asfaltada arriba des de Montricher fins a 1.615 metres d'alçada, al nord-est del cim. Al seu extrem hi ha un restaurant, el Chalet du Mont Tendre.